# Reprezentacja Andory U-21 w piłce nożnej mężczyzn
Reprezentacja Andory U-21 w piłce nożnej – młodzieżowa reprezentacja Andory sterowana przez FAF. Nigdy nie udało jej się zakwalifikować do Mistrzostw Europy U-21.